# Colin Clark
Colin Clark (Fort Collins, 11 april 1984 - 27 augustus 2019) was een Amerikaans voetballer.

## Clubcarrière
In februari 2006 tekende Clark een contract bij Colorado Rapids. Hij bleef tot 2010 bij de Rapids, maar kreeg een beperkt aantal speelminuten door twee zware knieblessures die hem zowel in 2009 als 2010 bijna volledig van spelen weerhielden. Op 15 september 2010 werd Clark naar Houston Dynamo gestuurd in ruil voor Brian Mullan. Het meest opzienbarende bij zijn periode van twee jaar bij Houston Dynamo was de ophef die er ontstond nadat hij in een wedstrijd tegen Seattle Sounders FC een van de ballenjongens met anti-homouitspraken belaagde.
Nadat in 2012 zijn contract bij Dynamo was afgelopen koos hij ervoor mee te doen aan de MLS Re-Entry Draft 2012, waar hij in de tweede ronde werd gekozen door Los Angeles Galaxy. Zijn debuut voor Los Angeles maakte hij op 3 maart 2013 in de met 4-0 gewonnen wedstrijd tegen Chicago Fire. Aan het einde van het seizoen besloot Los Angeles Galaxy niet verder te gaan met Clark. Hij nam deel aan de MLS Re-Entry Draft 2013 maar werd niet gekozen door een van de clubs.

## Interlandcarrière
Clark maakte op 11 juli 2009 zijn debuut voor de Verenigde Staten in een groepswedstrijd in de CONCACAF Gold Cup tegen Haïti. Hij startte in de basis en werd in de 77e minuut vervangen door Brian Ching.
| Interlands van Colin Clark voor Verenigde Staten | Interlands van Colin Clark voor Verenigde Staten | Interlands van Colin Clark voor Verenigde Staten | Interlands van Colin Clark voor Verenigde Staten | Interlands van Colin Clark voor Verenigde Staten | Interlands van Colin Clark voor Verenigde Staten | Interlands van Colin Clark voor Verenigde Staten |
| №                                                | Datum                                            | Wedstrijd                                        | Uitslag                                          | Soort wedstrijd                                  | Doelpunten                                       |                                                  |
| ------------------------------------------------ | ------------------------------------------------ | ------------------------------------------------ | ------------------------------------------------ | ------------------------------------------------ | ------------------------------------------------ | ------------------------------------------------ |
| 1.                                               | 11 juli 2009                                     | Verenigde Staten – Haïti                         | 2 – 2                                            | CONCACAF Gold Cup                                | 0                                                |                                                  |

Bijgewerkt t/m 17 juli 2013

## Overlijden
Clark overleed in augustus 2019 aan een hartaanval.